# 沈文叔
沈文叔（5世纪—465年），吴兴郡武康县（今浙江省德清县西）人，中国南北朝刘宋大臣。沈庆之的长子。
沈文叔历任中书黄门郎、侍中。沈庆之为宋前废帝所害，沈庆之不肯饮药，沈攸之用被子将他蒙住窒息而死，沈文叔秘密取药藏起来。有人劝沈文叔逃避，沈文叔见前废帝断截江夏王刘义恭肢体，害怕逃亡的时候引起前废帝的恼怒，导致刘义恭的结果，于是也饮药自杀。沈文叔之子沈昭明，官居秘书郎，听说父亲死了，说：“何忍独生？”也自缢而死。元徽元年，沈昭明子沈昙亮，袭广兴郡公，南齐建立，国除。沈昭明的弟弟沈昭略、沈昭光。